# Świerzb

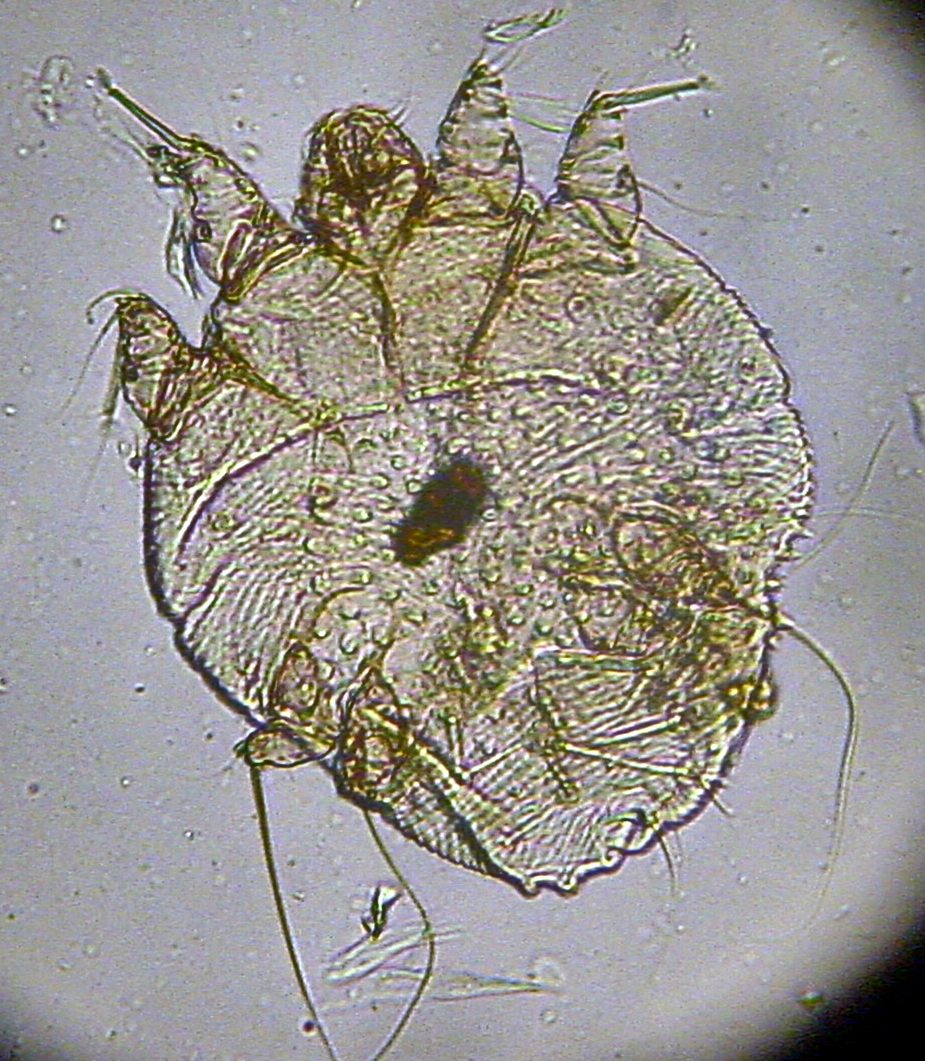
Sarcoptes scabiei - roztocze wywołujące świerzb

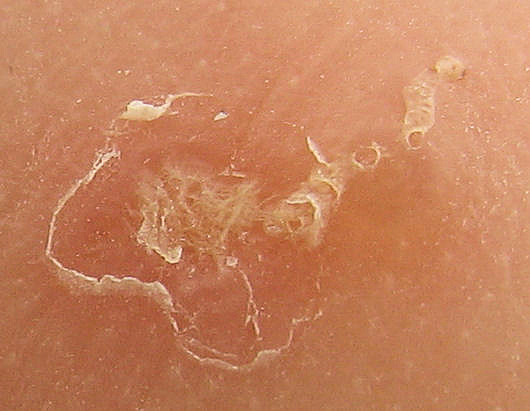
Norka świerzbowa z roztoczem w prawym górnym rogu, po lewej oderwany naskórek po rozdrapaniu

Świerzb (łac. scabies) – choroba zakaźna ludzi i innych zwierząt spowodowana przez świerzbowce. U ludzi świerzb wywołuje świerzbowiec ludzki (Sarcoptes hominis, Sarcoptes scabiei), który objawia się dokuczliwym świądem i zmianami skórnymi w postaci przeczosów, grudek i plam.

## Epidemiologia
Na świecie choruje około 300 mln ludzi, głównie w złych warunkach higienicznych i warunkach przeludnienia (wojsko, domy opieki).
Świerzbowiec drąży kanały w warstwie rogowej naskórka. Samica składa po 2–3 jaja w ślepo zakończonych norkach o długości 0,3–0,4 mm. Z jaj wylęgają się larwy, a następnie w ciągu 3 tygodni przekształcają w dojrzałe świerzbowce. Choroba przenosi się najczęściej przez bezpośredni kontakt fizyczny, rzadziej za pośrednictwem przedmiotów, np. pościeli. Poza skórą świerzbowce mogą przeżyć od 3 do 4 dni. Zakażeniu sprzyja obniżenie odporności. Chorują najczęściej dzieci, które zarażają się głównie podczas zabaw. W ciężkich chorobach układowych (np. AIDS, choroby hematologiczne) może wystąpić ciężka postać, charakteryzująca się hiperkeratozą, jest to tzw. świerzb norweski.

## Objawy i przebieg
Świąd nasilający się w nocy, po kąpieli na skutek rozgrzania i uczynnienia świerzbowców. Zwykle na pośladkach, w okolicy nadgarstków i na bocznych powierzchniach palców, w naturalnych fałdach skóry, w okolicach pępka, brodawek sutkowych u kobiet, narządów płciowych, gdzie widoczne są norki świerzbowcowe. W okolicach zmian widoczne przeczosy – linijne nadżerki naskórka spowodowane intensywnym drapaniem. Nie zajmuje okolicy międzyłopatkowej oraz twarzy, z wyjątkiem świerzbu norweskiego. U dzieci często lokalizuje się na dłoniach i podeszwach stóp.

## Rozpoznanie
- stwierdzenie charakterystycznych norek świerzbowcowych (dobrze widoczne po zabarwieniu nalewką jodową)
- charakterystyczny świąd nasilający się w nocy
- przeczosy w miejscach typowych
- wywiad ukierunkowany na występowanie podobnych objawów wśród osób z otoczenia chorego
- najczęściej występuje w okolicach pępka, na nadgarstkach, pośladkach, w okolicach nosa.

### Rozpoznanie różnicowe
- świąd skóry na innym tle (pruritus)
- wszawica odzieżowa (pediculosis vestimenti)

## Leczenie
Zaleca się stosowanie kąpieli i zmianę bielizny. Bieliznę, pościel, ręczniki używane podczas choroby należy po wypraniu odstawić i nie stosować przez okres 2 tygodni.
W leczeniu ludzi z reguły używa się maści. W przeglądzie 20 prób klinicznych z udziałem 2,4 tys. chorych najskuteczniejszym lekiem okazała się permetryna. Skuteczność potwierdził krotamiton, podobnie jak lindan, który powoduje jednak stosunkowo dużo skutków ubocznych. Stosowaną doustnie iwermektynę oceniono jako prawdopodobnie skuteczną. Skuteczność estru benzylowego kwasu benzoesowego, malationu i związków siarki (np. maść Wilkinsona) oceniono jako nieznaną.

## Profilaktyka
Leczeniem muszą zostać objęte wszystkie osoby z najbliższego otoczenia osoby chorej.